# Martin Rees
Pour les articles homonymes, voir Rees.
Martin John Rees, baron de Ludlow, né le 23 juin 1942 à York, est un scientifique britannique, professeur d'astronomie.

## Carrière
Rees étudie à la Shrewsbury School et au Trinity College avant de partir aux États-Unis pour y finir ses études. Il revient en Angleterre pour occuper un poste de professeur à l'université de Sussex puis retourne à Cambridge où il obtient le poste de professeur plumien d'astronomie de 1973 à 1991 et prend aussi la tête de l'institut d'astronomie de Cambridge. En 1975 il est professeur d'astronomie au Gresham College. De 1992 à 2003 il est enseignant chercheur pour la Royal Society. Rees a aussi enseigné à l'Imperial College de Londres.
Il publie plus de 500 articles et fait d'importantes contributions sur l'origine du fond diffus cosmologique et la distribution et la formation des amas de galaxies. Son étude de la distribution des quasars est un argument fort contre la théorie de la création continue. Il est aussi un des premiers à proposer les trous noirs supermassifs comme source d'énergie des quasars. Rees est aussi un vulgarisateur respecté en astronomie et en science.
En 2005 il devient Baron Rees de Ludlow dans le comté du Shropshire. Le 1er décembre de la même année il prend la direction de la Royal Society.

## Honneurs et récompenses
- 1979 : Membre de la Royal Society
- 1984 : Prix Dannie-Heineman d'astrophysique
- 1987 : Médaille d'or de la Royal Astronomical Society
- 1989 : Prix Balzan pour l'astrophysique des hautes énergies
- 1992 : Chevalier de la Royal Astronomical Society
- 1993 : médaille Bruce
- 1995 : Astronomer Royal
- 2000 : Prix Bruno Rossi
- 2001 : Prix Peter-Gruber de cosmologie
- 2004 : Henry Norris Russell Lectureship de l'American Astronomical Society
- 2004 : Prix Faraday de la Royal Society
- 2005 : Prix Crafoord
- 2005 : Président de la Royal Society
- 2008 : Doctorat honoris causa de l'université Yale[2]
- 2011 : prix Templeton
- 2013 : prix Dirac
- 2016 : Doctorat honoris causa de l'Université Harvard[3]
- 2017 : prix Lilienfeld
- L'astéroïde (4587) Rees porte son nom.
- 2024 : Prix Wolf de physique [4].

## Publications
- Cosmic Coincidences: Dark Matter, Mankind, and Anthropic Cosmology (coauteur John Gribbin), 1989, Bantam,  (ISBN 0-553-34740-3)
- New Perspectives in Astrophysical Cosmology, 1995,  (ISBN 0-521-64544-1)
- Gravity's Fatal Attraction: Black Holes in the Universe, 1995,  (ISBN 0-716-76029-0)
- Before the Beginning - Our Universe and Others, 1997,  (ISBN 0-738-20033-6)
- Just Six Numbers: The Deep Forces That Shape the Universe, 2000,  (ISBN 0-465-03673-2)
- Our Cosmic Habitat, 2001,  (ISBN 0-691-11477-3)
- Notre dernier siècle ? : A Scientist's Warning: How Terror, Error, and Environmental Disaster Threaten Humankind's Future In This Century--On Earth and Beyond (UK title: Our Final Century: Will the Human Race Survive the Twenty-first Century?), 2003,  (ISBN 2-709-62310-2)
- La lucciola e il riflettore, Di Renzo Editore, Roma, 2004,  (ISBN 8-883-23080-9)

## Vidéographie
- Martin Rees demande: Est-ce notre dernier siècle? TEDx mis en ligne le 15 avril 2008 (You Tube)